# 多林斯克區
多林斯克區（俄语：Городской округ «Долинский»），是俄羅斯的一個區，位於該國東南部，由薩哈林州負責管轄，面積2,441.6平方公里，2010年該區人口13,699，人口密度每平方公里5.61人。
該地在二戰结束前属日本，名為豐原支廳，由樺太廳負責管轄。

## 外部連結
- https://web.archive.org/web/20120325165325/http://www.dolinsksite.ru/